# Lijst van Nederlandse plateelbakkerijen in de 20e eeuw
Deze lijst bevat Nederlandse plateelbakkerijen die in de 20e eeuw plateel (voornamelijk Gouds plateel) produceerden.
| Volledige naam | Verkorte of handelsnaam                      | Vestiging                         | Adres                                                                                       | In bedrijf          | Afbeelding |
| --- | -------------------------------------------- | --------------------------------- | ------------------------------------------------------------------------------------------- | ------------------- | ---------- |
| De Porceleyne Fles, Delftsch Aardewerkfabriek v/h Joost Thooft en Labouchère                                                   | De Porceleyne Fles                           | Delft                             |                                                                                             | 1653 – heden        |            |
| Haagsche Plateelfabriek Rozenburg                                                                                              | Rozenburg                                    | Den Haag                          |                                                                                             | 1883 - 1916         |            |
| Faience- en Tegelfabriek ‘Holland’                                                                                             | Holland                                      | Utrecht                           |                                                                                             | 1893 - 1905         |            |
| Tegelfabriek ‘Holland’ |                                              | Utrecht                           |                                                                                             | 1906 - 1918         |            |
| Plateelfabriek Firma Wed. N.S.A. Brantjes & Co.                                                                                | Plateelbakkerij Brantjes                     | Purmerend                         |                                                                                             | 1895 - 1904         |            |
| Plateel- en Tegelbakkerij De Distel                                                                                            | De Distel                                    | Amsterdam                         |                                                                                             | 1895 - 1925         |            |
| Kunstaardewerkfabriek Amstelhoek                                                                                               | Aardewerkfabriek Amstelhoek                  | Ouder-Amstel                      |                                                                                             | 1897-1903           |            |
| Voorheen Amstelhoek |                                              | Ouder-Amstel                      |                                                                                             | 1904 - 1910         |            |
| Tegelbakkerij Lotus | Tegelbakkerij Lotus                          | Watergraafsmeer                   |                                                                                             | 1896 - 1901         |            |
| Fabriek van Brouwer’s Aardewerk                                                                                                |                                              | Gouda en Leiderdorp               |                                                                                             | 1898 - 1956         |            |
| Plateelbakkerij Zuid-Holland                                                                                                   | Plateelbakkerij Zuid-Holland (Plazuid, PZH)  | Gouda                             |                                                                                             |                     |            |
| E.N.K.K., Eerste Nederlandsche Keramische Kunstinrichting                                                                      |                                              | Kampen                            |                                                                                             | 1901 - 1902         |            |
| Fabriek van Muurtegels Jan van Hulst                                                                                           |                                              | Harlingen                         |                                                                                             | 1849-1933           |            |
| Plateelbakkerij Delft (P.B.D.)                                                                                                 | Plateelbakkerij Delft                        | Amsterdam en Hilversum            |                                                                                             | 1897 – 1928         |            |
| Kunstaardewerkfabriek De Kat                                                                                                   | Aardewerkfabriek De Kat                      | Bergen op Zoom                    |                                                                                             | 1902 – 1918         |            |
| De Dordtsche Kunstpotterij (D.K.P.)                                                                                            | Dordtsche Kunstpotterij (DKP)                | Dordrecht                         |                                                                                             | 1903 - 1908         |            |
| Plateelbakkerij Haga | Plateelbakkerij Haga                         | Den Haag en Purmerend             |                                                                                             | 1903 - 1907         |            |
| Plateelfabriek Purmerend, firma Jb. Vet & Co.                                                                                  |                                              | Purmerend                         |                                                                                             | 1903 - 1906         |            |
| Arnhemsche Fayencefabriek | Arnhemsche Fayencefabriek                    | Arnhem                            |                                                                                             | 1907 - 1934         |            |
| Plateelbakkerij L. Huisenga |                                              | Purmerend en Zaandam              |                                                                                             | 1906 - 1907         |            |
| Porceleinfabriek De Kroon |                                              | Noordwijk                         |                                                                                             | 1906 - 1910         |            |
| Potterij Rembrandt | Potterij Rembrandt                           | Utrecht, Nijmegen, Gouda          |                                                                                             | 1906 - 1964         |            |
| Nederlandsche Majolika, Faience en Terracottafabriek Scholz & Vinckers                                                         |                                              | Kampen                            |                                                                                             | 1907                |            |
| Faience en Tegelfabriek Westraven v/h Gebroeders Ravesteijn                                                                    |                                              | Groenekan en Utrecht              |                                                                                             | 1844 - 1994         |            |
| Tegel- en Fayencefabriek Amphora-Holland                                                                                       | Amphora                                      | Oegstgeest                        |                                                                                             | 1907 - 1933         |            |
| Kunstaardewerkfabriek St. Lukas                                                                                                | Kunstaardewerkfabriek St. Lukas              | Utrecht                           |                                                                                             | 1909 - 1933         |            |
| Kunstaardewerkfabriek Ed. Antheunis                                                                                            |                                              | Gouda                             |                                                                                             | 1910 - 1933         |            |
| Sierkunst |                                              | Nijmegen Amsterdam and Apeldoorn  |                                                                                             | 1912 - 1951         |            |
| Delftsche Aardewerk fabriek De Rijzende Hoop                                                                                   | Delftsche Aardewerk fabriek De Rijzende Hoop | Arnhem                            | Amsterdamscheweg 208A                                                                       | 1915 - 1922         |            |
| Firma Van der Want & Barras, Hollandia (Eerste Nederlandsche Fabriek van Geëmailleerde Pijpen) en Kunstaardewerkfabriek Regina | Regina                                       | Gouda                             |                                                                                             | 1898 - 1979         |            |
| Plateel- en Pijpenfabrieken ‘Zenith’ voorheen Fa. P.J. van der Want Azn.                                                       |                                              | Gouda                             | 1749-1754: Nieuwe Haven 1754-1915: Keizerstraat 10-12 1915-1984: Prins Hendrikstraat 99-101 | 1749 - 1984         |            |
| Goedewaagen’s Hollandsche Pijpen- en Aardewerk Fabrieken                                                                       |                                              | Gouda                             |                                                                                             | 1779 - 1939         |            |
| Aardewerk- en Faiencefabriek Rijnland                                                                                          |                                              | Alphen aan den Rijn               |                                                                                             | ca. 1909 - ca. 1962 |            |
| Het Tegelhuis |                                              | Alphen aan den Rijn               |                                                                                             | 1915-1983           |            |
| Aardewerkfabriek Katwijk en Klinkenberg Zeist                                                                                  |                                              | Katwijk aan Zee en Zeist          |                                                                                             | 1916 - 1996         |            |
| Eerste Steenwijker Kunst-Aardewerk-Fabriek (E.S.K.A.F.)                                                                        | ESKAF                                        | Steenwijk en Huizen               |                                                                                             | 1919 - 1935         |            |
| Plateelbakkerij De Rozeboom N.V.                                                                                               |                                              | Den Haag                          |                                                                                             | 1919 -1920          |            |
| Plateelbakkerij Schoonhoven |                                              | Schoonhoven                       | 1920-?: Molenstraat 9-11 ?-heden: Wal 13-15                                                 | 1920 - heden        |            |
| Pottenbakkerij De Vier Paddenstoelen                                                                                           | Pottenbakkerij De Vier Paddenstoelen         | Utrecht, Jutphaas en Elst         |                                                                                             | 1920-1950           |            |
| Potterie Kennemerland | Potterie Kennemerland                        | Velsen                            |                                                                                             | 1920-1924           |            |
| :Kennemer Pottenbakkerij |                                              | Velsen                            |                                                                                             | 1924-1929           |            |
| :N.V. Kennemer Potterij |                                              | Velsen                            |                                                                                             | 1929-1932           |            |
| :E. Snel voorheen N.V. Kennemer Potterij                                                                                       |                                              | Velsen                            |                                                                                             | 1933 - 1936         |            |
| :Kunstaardewerkfabriek Velsen                                                                                                  |                                              | Velsen                            |                                                                                             | 1936 - 1942         |            |
| :Keramiekfabriek Velsen |                                              | Sassenheim                        |                                                                                             | 1942-2002           |            |
| Plateelbakkerij Ram | Plateelbakkerij Ram                          | Arnhem                            |                                                                                             | 1921-1945/1969      |            |
| Potterie Oud-Delft |                                              | Nijmegen en Waddinxveen           |                                                                                             | 1921-1997           |            |
| Plateelbakkerij ‘De Iris’, Montagne & Co.,                                                                                     | De Iris                                      | Gouda                             | Karnemelksloot 44                                                                           | 1925-1968           |            |
| Plateelbakkerij Gelria |                                              | Arnhem                            |                                                                                             | 1926-1932           |            |
| Faiencerie De Hoop |                                              | Arnhem                            |                                                                                             | 1932-1939           |            |
| Potterie De Driehoek en Potterie Huizen                                                                                        | Potterie De Driehoek                         | Huizen                            |                                                                                             | 1935-1987           |            |
| Plateelbakkerij Flora, | Flora                                        | Gouda, Hardenberg en Nieuw Buinen |                                                                                             | 1945 - heden        |            |
| Plateelbakkerij Tiko |                                              | Gouda                             | Turfmarkt 95                                                                                | 1945-2001           |            |
| N.K.I. – Nederlandse Keramische Industrie                                                                                      |                                              | Gouda                             |                                                                                             | 1955-2001           |            |
| Aardewerkfabriek Quo Vadis |                                              | Gouda                             |                                                                                             | 1947-1969           |            |
| Marjo Keramiek |                                              | Gouda en Hazerswoude-Dorp         |                                                                                             | ca. 1955 - 2003     |            |
| Aardewerkfabriek Montagne |                                              | Gouda en Gouderak                 |                                                                                             | 1951- heden         |            |
| Plateelbakkerij Jumbo |                                              | Gouda en Gouderak                 | Buurtje 6, Gouda 1953-1989: Lange Groenendaal 72, Gouda 1989-1997: Gouderak                 | 1953-1997           |            |
| Aardewerkfabriek M. de Wit |                                              | Gouda                             |                                                                                             | 1961 - 2000         |            |
| Kunstatelier De Drietand |                                              | Gouda                             |                                                                                             | 1956 - heden        |            |
| Modica Keramiek |                                              | Gouda                             |                                                                                             | 1969-1990           |            |
| Plateelbakkerij Gebroeders Nijhuis-GeWi                                                                                        |                                              | Gouda                             |                                                                                             | 1978 - ca. 1984     |            |
| Aardewerkfabriek Goedewaagen-Gouda                                                                                             | Goedewaagen                                  | Nieuw Buinen                      |                                                                                             | 1983 - heden        |            |
| Bonaparte Keramiek en Lucas Florijn                                                                                            |                                              | Gouda                             |                                                                                             | 1983 - heden        |            |